# Dachsteiner Krieg
Der Dachsteiner Krieg (1419–1422) war eine Auseinandersetzung zwischen der Stadt Straßburg und dem Straßburger Stadt- und Landadel.
1419 hatten sich die politisch-sozialen Spannungen in Straßburg zwischen den Zünften und dem adligen Patriziat (Constofler) so weit gesteigert, dass sich gegen den Adel gerichtete Beschlüsse der Bürger und eine Fehde der Stadt mit Wilhelm II. von Diest († 1439) dem Straßburger Bischof (1394–1439) zum Dachsteiner Krieg auswuchsen, benannt nach einer Burg, von der aus der Adel gegen die Stadt vorging. Ein Beschluss des Straßburger Stadtrates vom 28. April 1419 forderte den Erwerb des Bürgerrechts durch die Mitglieder der Patriziergeschlechter, weiter hatten die Adligen einen Treueid gegenüber dem Rat zu leisten, zudem durfte ein Patrizier nur dann dem Rat oder dem Schöffenkolleg angehören, wenn er in Straßburg wohnte. Ein Großteil des Patriziats verließ daraufhin die Stadt und verbündete sich mit dem Landadel und dem Straßburger Erzbischof. Wortführer des Adelsbündnisses war Burchard von Müllenheim, dessen noch 1419 geführte Verhandlungen mit dem Stadtrat erfolglos blieben.
Im Krieg sah sich die Stadt Straßburg in Erneuerung eines alten Zusammenschlusses unterstützt von anderen Städten im Umkreis (Basel, Colmar, Freiburg, Mülhausen, Schlettstadt u. a.). Im April 1422 kam es unter Schlichtung des Mainzer Erzbischofs Konrad III. von Dhaun, des Markgrafen Bernhard I. von Baden und Johannes Blumstein als Vertreter der Stadt Straßburg zum Frieden, der – als Kompromiss ausgegeben – die Rechte des Straßburger Patriziats weitgehend einschränkte. Statt 28 standen nun nur noch 14 Patriziatsratsherren den 28 Zunftratsherren gegenüber, die Patrizier hatten zudem das Bürgerrecht zu erwerben und den Treueeid zu schwören. Die schon vor dem Dachsteiner Krieg eingeschränkte Machtstellung der Patriziergeschlechter in der Stadt war damit noch weiter geschmälert worden, erkennbar auch am zahlenmäßigen Schrumpfen der Constofler in der Folgezeit.